# Vernouillet (Eure-et-Loir)
Vernouillet – miejscowość i gmina we Francji, w Regionie Centralnym, w departamencie Eure-et-Loir, w kantonie Dreux-1.
Według danych na rok 2013 gminę zamieszkiwało 12 047 osób, a gęstość zaludnienia wynosiła 995 osób/km².